# 遵生八牋
《遵生八牋》，明朝文人高濂所著，萬曆十九年（1591年）初刊，為養生專著，包含山川逸游、花鳥蟲魚、琴樂書畫、筆墨紙硯、文物鑑賞等，全書分八目共二十卷，計有：
1. 清修妙論牋：摘錄名言確論250餘則。
2. 四時調攝牋：分春、夏、秋、冬四卷。
3. 起居安樂牋：由《恬適自足條》、《居室安處條》、《晨昏怡養條》、《溪山逸遊條》、《賓朋交接條》等組成。
4. 延年卻病牋：有《修養五臟坐功法》、《治百病坐功法》、《八段錦導引法》等。
5. 飲饌服食牋：收录3253种饮食和24種日常保健药方，以及15种专论。
6. 燕閒清賞牋：寓養生於賞鑒清玩，陶冶性情。其中有〈瓶花三說〉即「瓶花之宜」、「瓶花之忌」與「瓶花之法」，是世界上最早的插花藝術論著。
7. 靈秘丹藥牋：收錄醫藥方劑百餘種。
8. 塵外遐舉牋：收錄塵外高隱百人，力求「心無所營，物無容擾……養壽怡生」。

有清嘉庆十五年（1810年）弦雪居重订本等。1895年傳教士德貞将此书译成英文。卷十一至卷十三和卷十二中「野蔌类九十六种」曾分别以《饮馔服食笺》和《野蔌品》为名出版。